# Lysimachia microcarpa
Lysimachia microcarpa là một loài thực vật có hoa trong họ Anh thảo. Loài này được Hand.-Mazz. ex C.Y. Wu mô tả khoa học đầu tiên năm 1965.